# Dendrobium prianganense
Dendrobium prianganense là một loài thực vật có hoa trong họ Lan. Loài này được J.J.Wood & J.B.Comber mô tả khoa học đầu tiên năm 1988.